# ابن تعاویذی
محمد بن عبیدالله کاتب با کُنیهٔ ابوالفتح، شهرت‌یافته به سِبْطِ ابنِ تَعاویذی (۱۱ اوت ۱۱۲۵ - ۴ دسامبر ۱۱۸۷) (نسب:محمد بن عبیدالله بن عبدالله) شاعر عربی و کاتب نثرنویس بغدادی در سدهٔ ششم هجری بود.

## زندگی و آثار
سبط ابن تعاویذی در ۱۱ اوت ۱۱۲۵م/ ۱۰ رجب ۵۱۹ق در بغداد زاده شد. شهرتش به «سبطِ (نوه، فرزندزاده) ابنِ تعاویذی» از شهرت جدِّ مادرش، «ابومحمد مبارک بن علی بن نصر سراج» (۴۹۶–۵۳۳ق) برگرفته شده؛ چون نزد نیای مادری‌اش پرروش یافت، به این عنوان شهرت گرفت.
در میانسالی به در دیوان اقطاعات بایگانی‌شده  در ۲۰۱۶-۱۰-۰۲ توسط Wayback Machine خدمت گذارد. از او سه قصیده در مدح صلاح‌الدین مانده که از بغداد به قاهره فرستاد. ابن تعاویذی در ۱۱۸۳م/ ۵۷۹ق نابینا شد. سپس چندی بعد در ۲ شوال ۵۸۳ق/۴ دسامبر ۱۱۸۷م درگذشت.
ابن تعایذی اشعار خود را در چهار فصل، باب‌بندی کرد: مدح خلفای راشدین، مدح امیران و بزرگان و سران و دیگران، که مرثیه، زهد، غزل، عتاب، و هجو را دربرمی‌گیرد. قصاید خود را پس از آنکه نابینا شد، گردآورد و «الزیادات» نام نهاد و به دیوانش خود پیوست. نثری اسلوبی از او مانده، همچنین کتابی با عنوان «الحجة و الحجاب» که ۱۵ جزوه است.